# 김영석 (가수)
김영석(2003년 5월 21일 ~ )은 대한민국의 가수다.

## 방송
- 초대형 노래방 서바이벌 VS (2023) - 3위

## 음반
- 초대형 노래방 서바이벌 VS EPISODE 1 (2023)
- 초대형 노래방 서바이벌 VS EPISODE 3 (2023)
- 초대형 노래방 서바이벌 VS SEMI FINAL (2023)
- 초대형 노래방 서바이벌 VS FINAL (2023)
- 인형의 꿈 (2024)
- 친구로 지내잔 말을 (2024)